# Шьоджі Ґато
Шьоджі Гато (яп. 賀東 招二, Gatō Shōji, нар. 11 липня 1971) — японський письменник і сценарист аніме з префектури Сіґа, Японія. Найбільш відомий як автор серії Full Metal Panic!, що включає ранобе, манґу та аніме.

## Кар'єра
Гато випадково зустрів режисера Коіті Чіґіру в Сіндзюку, коли запізнювався на роботу. Згодом вони несподівано знову зустрілися в офісі студії Gonzo Digimation. Пізніше вони співпрацювали над створенням аніме-серіалу Full Metal Panic!.

## Контроверсія у Twitter (2019)
7 грудня 2019 року Гато опублікував суперечливі коментарі у Twitter у відповідь на репортаж NHK про виступ шведської екоактивістки Грети Тунберг на конференції COP25 в Іспанії. Він написав:
Я ненавиджу цю дитину. Якби я був володарем світу, то відібрав би у неї все, кинув у глибини відчаю та висміяв її. Після цього я б змусив її з'їсти гарячий стейк і насолоджувався б її сльозами.
Через негативну реакцію громадськості Гато видалив цей допис і вибачився. Манґака Тецуро Касахара, який ілюстрував Full Metal Panic! Zero, заявив, що не погоджується з висловлюваннями Гато, більше не буде просувати манґу і передасть свій прибуток екологічним організаціям. Після вибачення Гато Касахара відкликав свою заяву.

## Творчість

### Ранобе
- Full Metal Panic! (з 18 грудня 1999)
- Cop Craft: Dragnet Mirage Reloaded[en] (з 18 листопада 2009)
- Amagi Brilliant Park[en] (з 20 лютого 2013)
- MOON FIGHTERS! (з осені 2023)

### Манґа
- Full Metal Panic! — автор
- Full Metal Panic! The Anime Mission (ресурсна книга-манґа) — автор
- Amagi Brilliant Park[en] — автор

### Аніме
- Full Metal Panic! — оригінальний автор, сценарний редактор
- Full Metal Panic? Fumoffu — сценарист (еп. 1, 4, 8, 9, 12), оригінальний автор
- Full Metal Panic! The Second Raid (TV) — композиція серії, оригінальний автор
- Full Metal Panic! The Second Raid (OVA) — сценарист, оригінальний автор
- Hyouka[en] — композиція серії
- Amagi Brilliant Park — оригінальний автор, супервайзер серії
- Full Metal Panic! Invisible Victory — композиція серії, оригінальний автор
- Cop Craft[en] — композиція серії, оригінальний автор
- Estab Life: Great Escape[en] — композиція серії, сценарист